# Otto Ketting
Pour les articles homonymes, voir Ketting.
Otto Ketting, né le 3 septembre 1935 à Amsterdam (Pays-Bas) et mort le 13 décembre 2012 à La Haye (Pays-Bas), est un compositeur, chef d'orchestre et professeur de musique néerlandais.
Il a écrit entre autres des opéras, de la musique de chambre, des ballets et de la musique de film.

## Biographie
Otto Ketting est fils du compositeur Piet Ketting. Il étudie au Conservatoire royal de La Haye chez, entre autres, Hendrik Andriessen et plus tard à Munich chez Karl Amadeus Hartmann (1960-1961).

## Filmographie
- 1964 : The Human Dutch (Les Douze Millions)
- 1966 : The River Must Live
- 1972 : Bij de beesten af
- 1975 : Doctor Pulder Sows Poppies (Dokter Pulder zaait papavers)
- 1982 : Het theater van het geheugen
- 1983 : De Anna
- 1991 : De provincie
- 1993 : Het schaduwrijk
- 2005 : Cinéma Invisible - Het Boek (vidéo)